# Ames (Nebraska)
Ames – jednostka osadnicza w Stanach Zjednoczonych, w stanie Nebraska, w hrabstwie Dodge.